# سرگئی فیلاتو
سرگئی فیلاتو (به [] Error: {{Lang-xx}}: فاقد متن (راهنما)) (زادهٔ ۲۵ سپتامبر ۱۹۲۶ -درگذشتهٔ ۳ آوریل ۱۹۹۷ میلادی) یک سوارکار مرد اهل اتحاد جماهیر شوروی بود که در رقابتهای درساژ مختلط در المپیک ادوار ۱۹۵۶، ۱۹۶۰ و ۱۹۶۴ شرکت داشت.او برندهٔ یک مدال انفرادی در سال ۱۹۶۰ و دو مدال برنز انفرادی و تیمی در سال ۱۹۶۴ برای کشور اتحاد جماهیر شوروی بود. مدال بدست آمده او در سال ۱۹۶۰ نخستین دست‌آورد اتحاد شوروی در این رده بود.